# Freshwater Stadium
Het Freshwater Stadium is een multifunctioneel stadion in Port Vila, de hoofdstad van Vanuatu. 
De FIFA maakte in 2018 bekend dat er een nieuw stadion gebouwd zou worden in Port Vila. Het bedrijf Qualao Consulting heeft het stadion gebouwd. Het stadion werd in 2022 geopend.
In het stadion worden wedstrijden uit de nationale voetbalcompetitie, de VFF National Super League gespeeld worden. In 2024 wordt er gebruik van gemaakt voor het Oceanisch kampioenschap voetbal 2024. Op dat toernooi staan de groepswedstrijden uit groep A gepland en het grootste gedeelte van de wedstrijden in de knock-outfase.